# أوربابا
اوربابا (بالسومرية: 𒌨𒀭𒁀𒌑) كان ملك وحاكم لكش من 2093 ق.م حتى 2080 ق.م متزامن تقريبًا مع آخر ملوك أكد شو تورول. وفقًا لنقوشه الخاصة ، كان ابنًا لرجل يُدعى Nin-a-gal (السومرية: 𒀭𒎏𒀉𒃲)
وفقًا لنقوش أور بابا ، تمتعت لكش خلال فترة حكمه بالازدهار والاستقلال عن الأكاديين. تزوجت ابنته Ninalla من Gudea ، الذي خلفه في منصب إنسي